# UTC+5
| Ora standard (tot anul) Ora standard (iarna din emisfera nordică) Ora standard (iarna din emisfera sudică) | Regiune maritimă în acest fus orar Ora de vară (vara din emisfera nordică) Ora de vară (vara din emisfera sudică) |

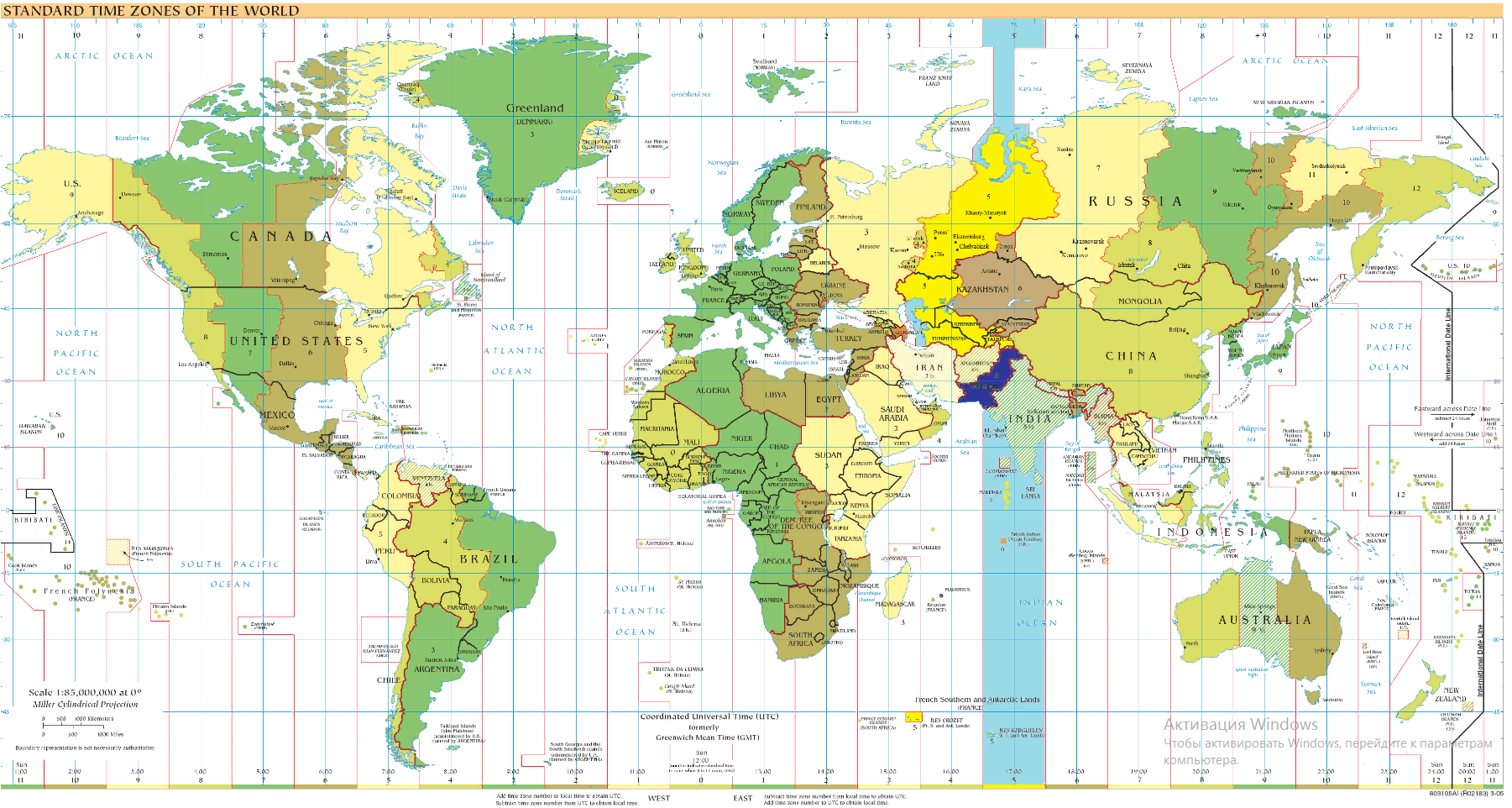
Utilizarea fusului orar UTC+5:

UTC+5 este un fus orar aflat cu 5 ore înainte UTC. UTC+5 este folosit în următoarele țări și teritorii:

## Ora standard (tot anul)
- Australia
  -  Insula Heard și Insulele McDonald
- Franța
  -  Teritoriile australe și antarctice franceze
- Maldive
- Kazahstan (partea vestică)
- Tadjikistan
- Turkmenistan
- Uzbekistan

## Ora standard (iarna din emisfera nordică)
- Pakistan (PKT - Pakistan Time)

În vara Pakistan folosește fusul orar UTC+6.

## Ora de vară (vara din emisfera nordică)
- Armenia
- Azerbaidjan

În iarna Armenia și Azerbaidjan folosesc fusul orar UTC+4.